# Fiat Titano
Fiat Titano är en lätt lastbil som tillverkas av Fiat för de nordafrikanska och sydamerikanska marknaderna sedan 2024. Modellen baseras på den kinesiska pickupen Changan Kaicene F70 och säljs även som Peugeot Landtrek.
Versioner:
| Modell | Motor               | Cylindervolym | Effekt | Bränslesystem           |
| ------ | ------------------- | ------------- | ------ | ----------------------- |
| 1.9 D  | 4-cyl radmotor DOHC | 1910 cm³      | 150 hk | Common rail turbodiesel |
| 2.2 D  | 4-cyl radmotor DOHC | 2179 cm³      | 180 hk | Common rail turbodiesel |